# Маньи-Жобер
Маньи́-Жобе́р (фр. Magny-Jobert) — коммуна во Франции, находится в регионе Франш-Конте. Департамент — Верхняя Сона. Входит в состав кантона Люр-Сюд. Округ коммуны — Люр.
Код INSEE коммуны — 70319.

## География
Коммуна расположена приблизительно в 350 км к юго-востоку от Парижа, в 65 км северо-восточнее Безансона, в 33 км к востоку от Везуля.
По территории коммуны протекают небольшие реки Клергут (фр. Clairegoutte) и Роньон (фр. Rognon). Восточная часть коммуны покрыта лесами.

## Население
Население коммуны на 2010 год составляло 102 человека.
| 1962 | 1968 | 1975 | 1982 | 1990 | 1999 | 2010 |
| ---- | ---- | ---- | ---- | ---- | ---- | ---- |
| 85   | 76   | 67   | 83   | 87   | 69   | 102  |

## Экономика
В 2010 году среди 65 человек трудоспособного возраста (15—64 лет) 55 были экономически активными, 10 — неактивными (показатель активности — 84,6 %, в 1999 году было 68,1 %). Из 55 активных жителей работали 53 человека (27 мужчин и 26 женщин), безработных было 2 (2 мужчины и 0 женщин). Среди 10 неактивных 2 человека были учениками или студентами, 5 — пенсионерами, 3 были неактивными по другим причинам.

## Фотогалерея
- Мэрия
- Карта коммуны